# Prosoplus amboinicus
Prosoplus amboinicus là một loài bọ cánh cứng trong họ Cerambycidae.